# Mordella arcuatefasciata
Mordella arcuatefasciata es una especie de coleóptero de la familia Mordellidae.

## Distribución geográfica
Habita en Borneo.